# Strażnica KOP „Polulkiemie”
Strażnica KOP „Polulkiemie” – zasadnicza jednostka organizacyjna Korpusu Ochrony Pogranicza pełniąca służbę ochronną na granicy polsko-niemieckiej.

## Formowanie i zmiany organizacyjne
W 1927, w składzie 6 Półbrygady Ochrony Pogranicza, został sformowany 29 batalion odwodowy. W 1928 w skład batalionu wchodziło 7 strażnic. W 1928 i 1929 w strukturze organizacyjnej kompanii granicznej KOP „Filipów” funkcjonowała strażnica KOP „Rakówek”. W komunikacie dyslokacyjnym z 1932 strażnica nie występuje. W jej miejsce, w latach 1932 – 1938 w strukturze organizacyjnej kompanii granicznej KOP „Filipów” funkcjonowała strażnica KOP „Polulkiemie”. Strażnica liczyła około 18 żołnierzy i rozmieszczona była przy linii granicznej z zadaniem bezpośredniej ochrony granicy państwowej.
W 1932 obsada strażnicy zakwaterowana była w budynku KOP. Strażnicę z macierzystą kompanią łączył trakt długości 11 km i droga polna długości 18 km.

## Służba graniczna
Podstawową jednostką taktyczną Korpusu Ochrony Pogranicza przeznaczoną do pełnienia służby ochronnej był batalion graniczny. Odcinek batalionu dzielił się na pododcinki kompanii, a te z kolei na pododcinki strażnic, które były „zasadniczymi jednostkami pełniącymi służbę ochronną”, w sile półplutonu. Służba ochronna pełniona była systemem zmiennym, polegającym na stałym patrolowaniu strefy nadgranicznej, wystawianiu posterunków alarmowych, obserwacyjnych i kontrolnych stałych, patrolowaniu i organizowaniu zasadzek w miejscach rozpoznanych jako niebezpieczne, kontrolowaniu dokumentów i zatrzymywaniu osób podejrzanych, a także utrzymywaniu ścisłej łączności między oddziałami i władzami administracyjnymi.
Strażnica KOP „Polulkiemie” w 1932 ochraniała pododcinek granicy państwowej szerokości 9 kilometrów 400 metrów od słupa granicznego nr 289 do 301, a w 1938 pododcinek szerokości 8 kilometrów 340 metrów od słupa granicznego nr 290 do 301.
Sąsiednie strażnice
- strażnica KOP „Prawy Las” ⇔ strażnica KOP „Grzybina” – 1928[2] i 1929[3].
- strażnica KOP „Prawy Las” ⇔ strażnica KOP „Grzybina” – 1932[4]
- strażnica KOP „Prawy Las” ⇔ strażnica KOP „Burniszki” – 1934[6] i 1938[7].

## Dowódcy strażnicy
strażnicy KOP „Rakówek”:
- plut. Stanisław Krawczyk (VII 1928),
- sierż. Jan Kozłowski (co najmniej od IX 1929)

strażnicy KOP „Polulkiemie”:
- sierż. ]an Kozłowski (do III 1934),
- sierż. Jan Wójcik (od II 1934 do IX 1935),
- plut. Stanisław Jaroś (do 12 X 1936),
- plut. Andrzej Obodziński (od 13 X 1936 do 18 XII 1938),
- plut. Stanisław Talarowski (od 18 XII 1938 do 9 II 1939).